# Марія Луїза Єлизавета Французька
Марія Луїза Єлизавета (фр. Marie-Louise-Élisabeth de France (14 серпня 1727 , Версаль  — 6 грудня 1759 , Версаль ) — французька принцеса, старша донька короля Людовика XV. У сімейному колі її називали Мадам Рояль, Мадам Прем'єр, Мадам Єлизавета і Бабетта. Єлизавета була єдиною з доньок Людовіка XV, що вступила в шлюб.

## Життєпис
Марія Луїза народилась 1727 року. У 12 років вона була видана в шлюб з кузеном, третім сином іспанського короля Філіпа V, 19-річним Філіпом. Французький двір був незадоволений цим шлюбом, Філіп був усього лише третім королівським сином і ймовірність того, що вона сама стане королевою, була невелика. Після весілля Єлизавету стали називати при французькому дворі Мадам Інфанта. Принцеса виросла в атмосфері любові, і прощання з рідними, особливо з сестрою-близнючкою, було важким. Єлизавета, заливаючись сльозами, повторювала: «Це назавжди, Боже мій, це назавжди!».
Дівчинка прибула до іспанського двору в жовтні 1739 року і відразу потрапила під тиск свекрухи, Єлизавети Фарнезе, яка мала складний характер, до того ж, при іспанському дворі панував строгий церемоніал. Принцеса скаржилася на це своєму батькові в листах.
В Іспанії, в грудні 1741 року Єлизавета народила доньку принцесу Ізабеллу Пармську, яка пізніше стала дружиною Йосифа II, імператора Священної Римської Імперії, брата Марії-Антуанетти.
У Пармі на початку 1751 року, через 10 років після народження першої доньки, народила сина Фердинанда, майбутнього герцога Пармського. У тому ж 1751 році, в грудні народила дочку Марію Луїзу Пармську, майбутню королеву Іспанії.
У 1748 році подружжя герцогів перебралося до Парми. В цьому ж році Єлизавета вперше після одруження побувала у Франції і затрималася майже на рік. Вона відвідуватиме Францію ще кілька разів, завжди довго гостюючи. Вона зблизилася з фавориткою свого батька, мадам де Помпадур, чим налаштувала проти себе брата і сестер, але догодила тим самим батькові.
Померла Єлизавета в 1759 році, у віці 32 років, від віспи, під час чергового візиту до Франції, і була похована в базиліці Сен-Дені. Її могила була зруйнована в період Великої французької революції.

## Ілюстрації

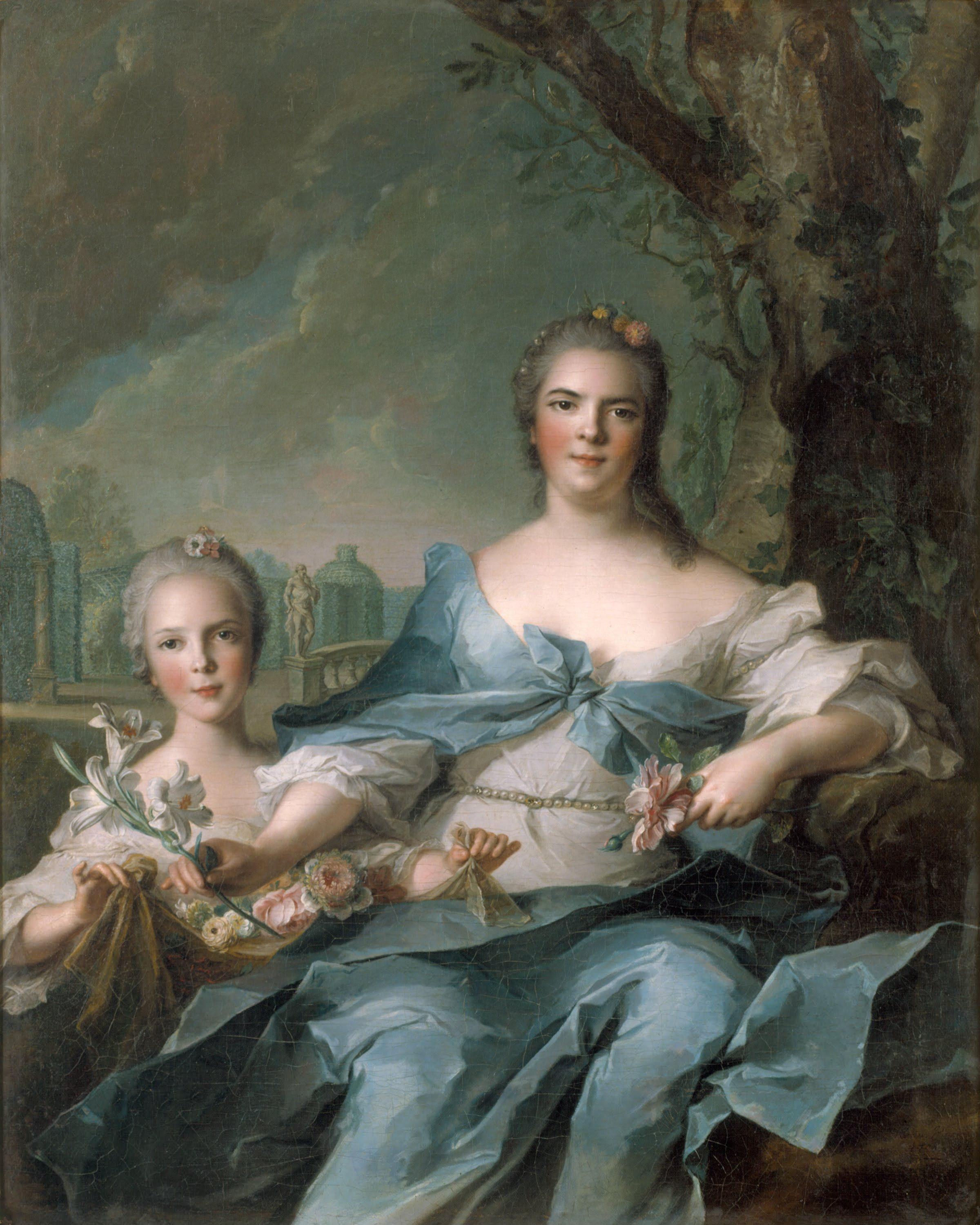
Принцеса Марія Луїза Єлизавета разом із донькою Ізабеллою.
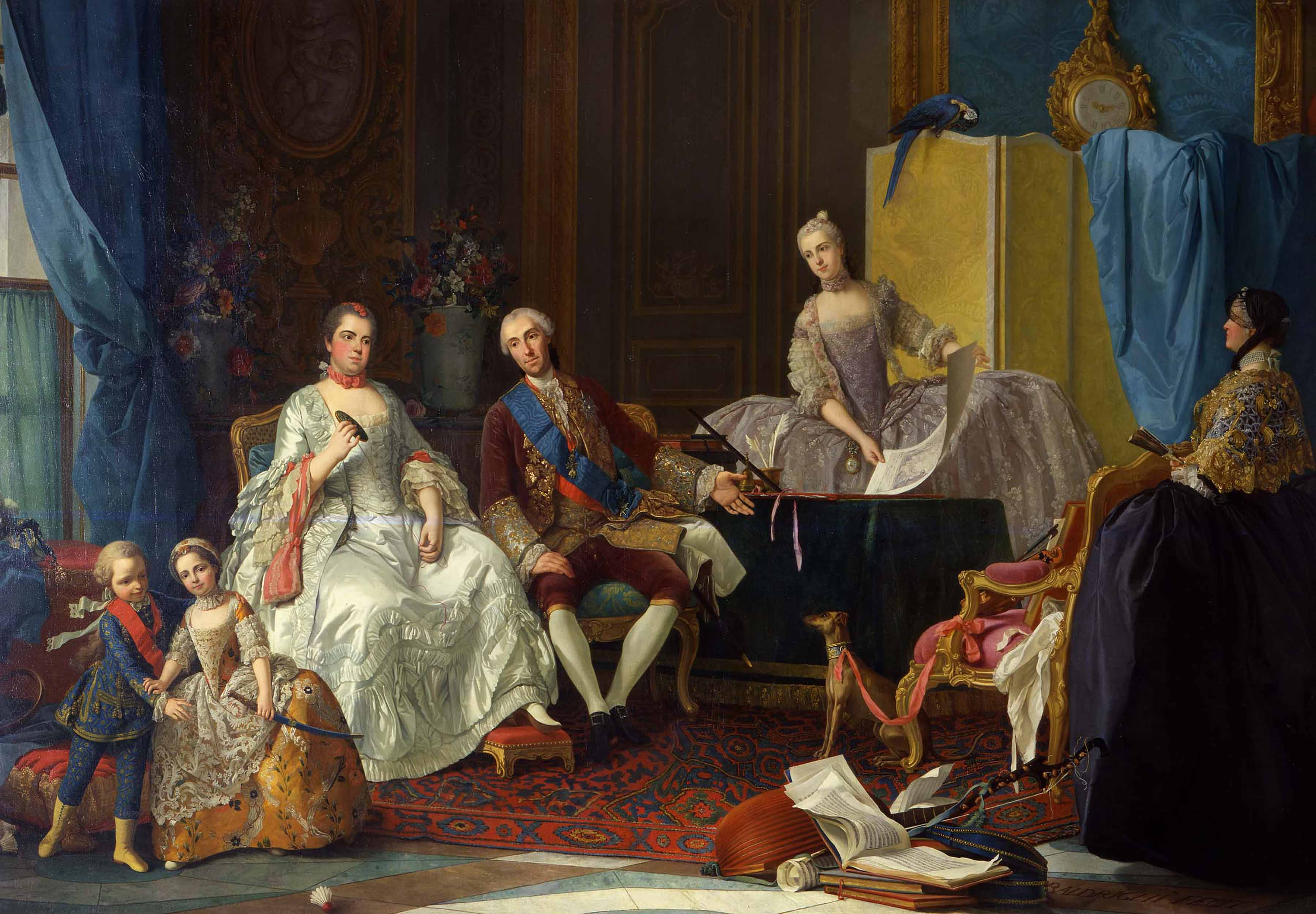
Принцеса та її родина.
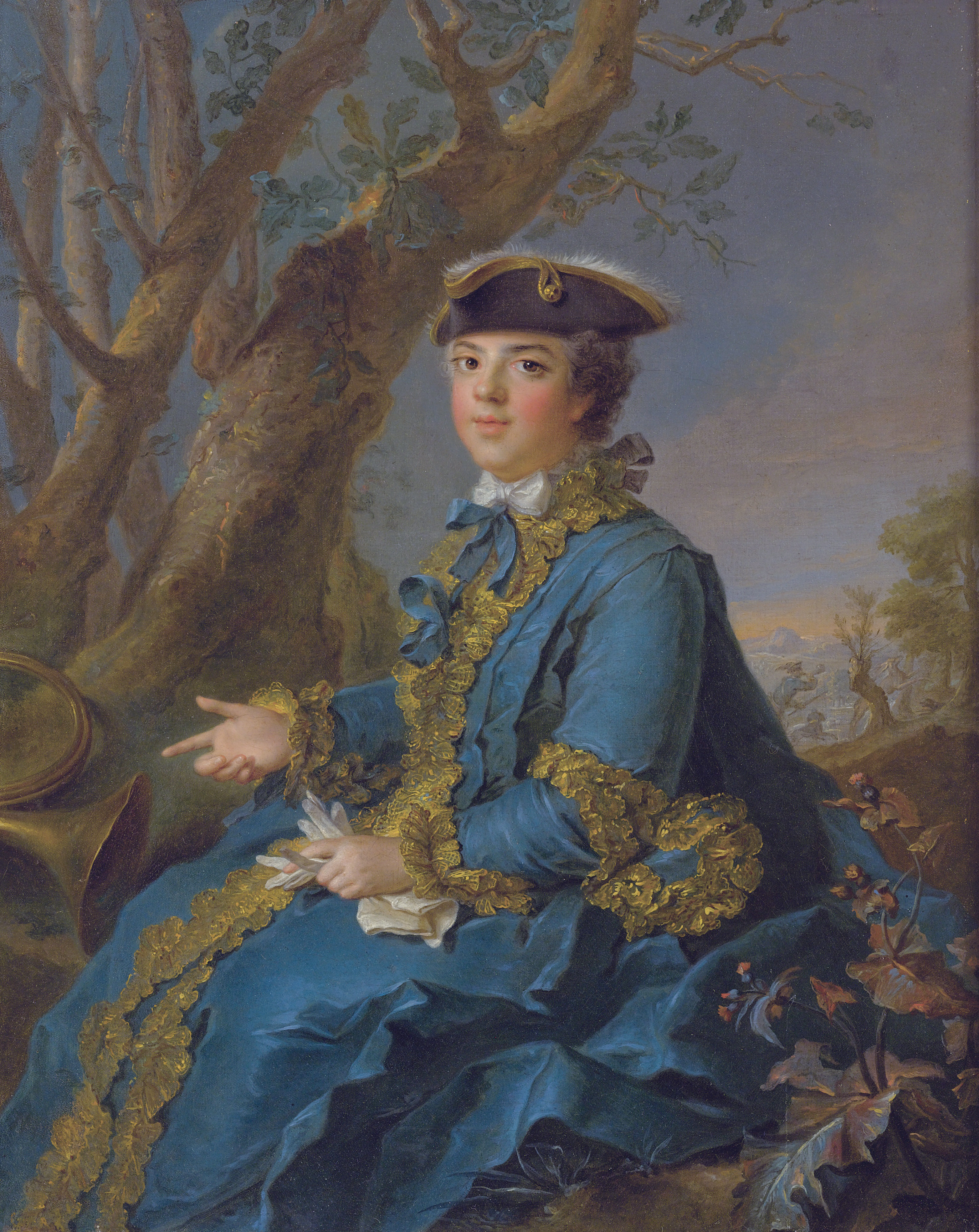
Портрет принцеси пензля Жана Марка Натьє.
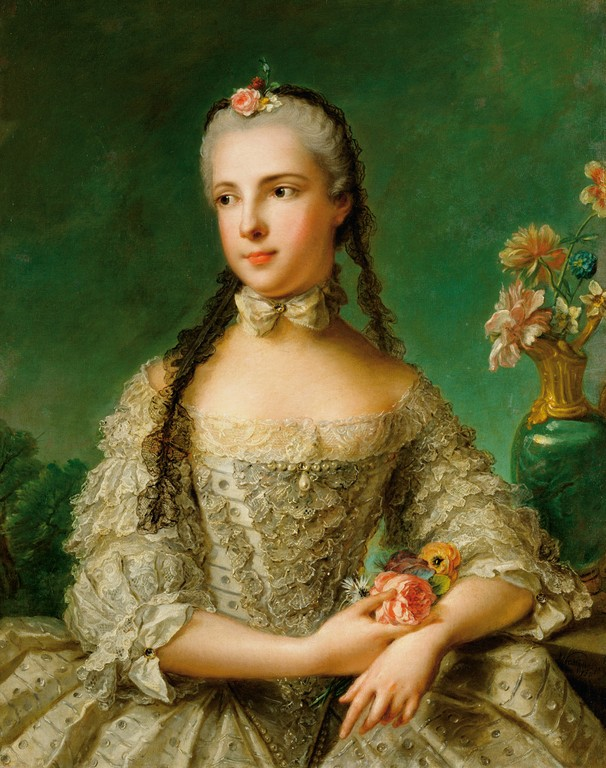
Донька Ізабелла - ерцгерцогиня Австрійська, кронпринцеса Угорщини і Богемії.
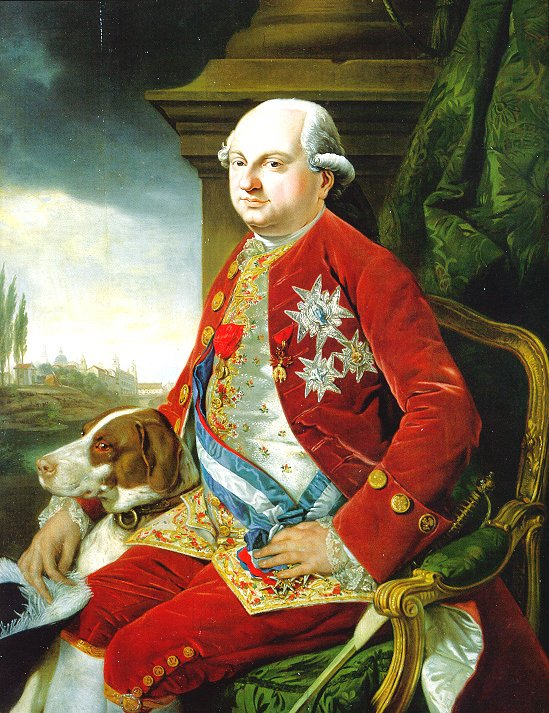
Син Фердинанд - герцог Пармський.
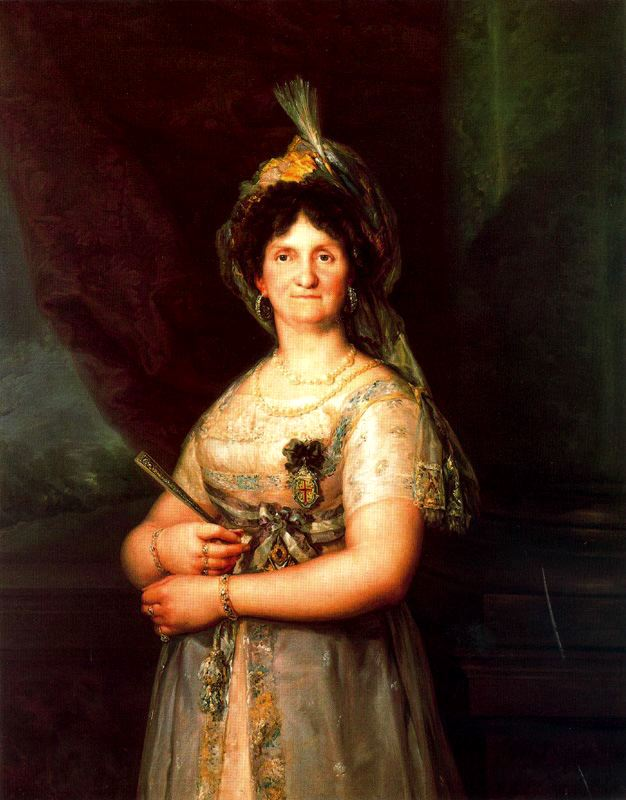
Донька Марія Луїза - королева Іспанії.